# Józef Szembek
Józef Szembek ze Słupowa herbu Szembek (ur. w XVIII wieku, zm. 16 stycznia 1765 w Krakowie) – miecznik ostrzeszowski w latach 1736-1765.
Syn Aleksandra Szembeka, łowczego łęczyckiego i Konstancji z Kurozwęk Męcińskich herbu Poraj. Józef z żoną Marianną z Czernych herbu Nowina miał dwóch synów Aleksandra i Józefa Ignacego.
Poseł na sejm 1758 roku z ziemi wieluńskiej.